# Storbritanniens Grand Prix 1950
Storbritanniens Grand Prix 1950 var det första formel 1-loppet med VM-status och det ingick i formel 1-VM 1950. 
Italienaren Nino Farina i Alfa Romeo tog pole position, satte snabbaste varv och vann loppet.

## Resultat

### Lopp
| Pos. | Nr | Förare                       | Konstruktör                    | Varv | Tid          | Grid | P |
| ---- | -- | ---------------------------- | ------------------------------ | ---- | ------------ | ---- | - |
| 1    | 2  | Nino Farina                  | Alfa Romeo                     | 70   | 2:13.23,6    | 1    | 9 |
| 2    | 3  | Luigi Fagioli                | Alfa Romeo                     | 70   | + 2,6        | 2    | 6 |
| 3    | 4  | Reg Parnell                  | Alfa Romeo                     | 70   | + 52,0       | 4    | 4 |
| 4    | 14 | Yves Giraud-Cabantous        | Talbot-Lago                    | 68   | + 2 varv     | 6    | 3 |
| 5    | 15 | Louis Rosier                 | Talbot-Lago                    | 68   | + 2 varv     | 9    | 2 |
| 6    | 12 | Bob Gerard                   | ERA                            | 67   | + 3 varv     | 13   |   |
| 7    | 11 | Cuth Harrison                | ERA                            | 67   | + 3 varv     | 15   |   |
| 8    | 16 | Philippe Étancelin           | Talbot-Lago                    | 65   | + 5 varv     | 14   |   |
| 9    | 6  | David Hampshire              | Scuderia Ambrosiana (Maserati) | 64   | + 6 varv     | 16   |   |
| 10   | 10 | Joe Fry · Brian Shawe-Taylor | Scuderia Ambrosiana (Maserati) | 64   | + 6 varv     | 20   |   |
| 11   | 18 | Johnny Claes                 | Talbot-Lago                    | 64   | + 6 varv     | 21   |   |
| RET  | 1  | Juan Manuel Fangio           | Alfa Romeo                     | 62   | oljeläcka    | 3    |   |
| NC   | 23 | Joe Kelly                    | Joe Kelly                      | 57   | för få varv  | 19   |   |
| RET  | 21 | Prince Bira                  | Scuderia Ambrosiana (Maserati) | 49   | bränslebrist | 5    |   |
| RET  | 5  | David Murray                 | Scuderia Ambrosiana (Maserati) | 44   | motor        | 18   |   |
| RET  | 24 | Geoffrey Crossley            | Geoffrey Crossley              | 43   | växellåda    | 17   |   |
| RET  | 20 | Toulo de Graffenried         | Scuderia Ambrosiana (Maserati) | 36   | motor        | 8    |   |
| RET  | 19 | Louis Chiron                 | Scuderia Ambrosiana (Maserati) | 26   | koppling     | 11   |   |
| RET  | 17 | Eugène Martin                | Talbot-Lago                    | 8    | oljetryck    | 7    |   |
| RET  | 9  | Peter Walker · Tony Rolt     | ERA                            | 5    | växellåda    | 10   |   |
| RET  | 8  | Leslie Johnson               | ERA                            | 2    | kompressor   | 12   |   |

## Poängställning efter loppet
| Position  | 1   | 2   | 3   | 4   | 5   | Snabbaste varv |
| Poäng (p) | 80p | 60p | 40p | 30p | 20p | 10p            |

Förarmästerskapet
1. Nino Farina, Alfa Romeo, 9
2. Luigi Fagioli, Alfa Romeo, 6
3. Reg Parnell, Alfa Romeo, 4